# Janice Kawaye
Janice Kawaye (nasceu Hiromi Kawaye em 29 de janeiro do ano 1970) é uma atriz e dubladora japonesa e estado-unidense. Ela dublou XJ9/Jennie em My Life as a Teenage Robot e Ami em Hi Hi Puffy AmiYumi, entre outros.